# Augusta Bernard
Augusta Bernard (Provenza, 1886 – 1946) è stata una stilista francese.

## Biografia
Nata nel 1886 in Provenza, inizia la propria carriera copiando i modelli dell'alta moda. Apre quindi il suo primo atelier a Biarritz nel 1920 per poi trasferirsi a Parigi (in rue de Rivoli nel 1922 e in rue du Faubourg Saint-Honoré 3 dal 1928). Nel corso degli anni venti gli abiti anticonvenzionali disegnati dalla Bernard (con le loro silhouette aerodinamiche, quasi a voler rispecchiare anche nella moda la precisione, la semplicità e la levigatezza dell'"era dell'automobile") ottengono un notevole successo fra la clientela, principalmente fra le donne risolute e determinate tipiche del Nordamerica. Le collezioni da sera della stilista si contraddistinguono per le linee lunghe e semplici e per i colori pastello, ideali nel far risaltare i gioielli e in contrasto con gli elaborati ricami delle altre sartorie dell'epoca; quelle da giorno combinano la semplicità con la praticità e prediligono tessuti come il tweed. La Bernard chiama la propria casa di moda "Augustabernard" per distinguersi da molti marchi dal nome simile. Nel 1929 L'Officiel de la Mode afferma: «Augusta Bernard è ai primi posti dell'alta moda parigina».
La popolarità di Augusta Bernard arriva al suo apice nella prima metà degli anni trenta, consolidata dalla vittoria al Concorso d'eleganza di Sankt Moritz del 1930, ottenuta dalla marchesa di Parigi indossando un suo abito in lamé argentato dall'ampio décolleté. Nel 1931 Vogue dedica una copertina persino ad un elegante pigiama Augustabernard e nel 1932 elegge come "il vestito più bello dell'anno" un abito da sera in stile neoclassico, disegnato e tagliato dalla Bernard con un raffinato drappeggio, mentre per il numero del settembre 1933 affida al celebre illustratore di moda Rene Bouet-Willaumez l'incarico di "commentare" con una vignetta un abito da sera color lilla della Bernard, una delle sue "elegantemente semplici creazioni". L'interesse di quegli anni nei confronti dell'arte greca classica amplifica maggiormente la fama della stilista, ai cui abiti da sera nel 1934 dedica i suoi scatti anche il fotografo surrealista Man Ray.
Tuttavia l'arrivo della grande depressione segna una drammatica battuta d'arresto per gli affari della maison che, pur continuando a lavorare intensamente sino alla fine, non riesce più a sostenersi economicamente a causa dei numerosi conti insoluti, ed è probabilmente questa la ragione per cui nel 1934 Augusta Bernard cessa l'attività.